# スペースファウンテン

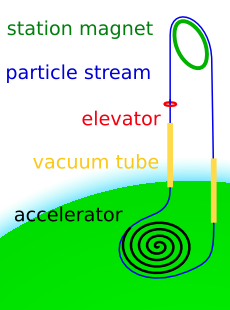
スペースファウンテンの図

スペースファウンテン(英：space fountain)または宇宙噴水は、軌道上から落下し、軌道上まで登っていく粒子ストリーム(流れ)で構成された噴水のような構造のメガストラクチャーである。   

## 概要
スペースファウンテンは高度2000kmで静止している軌道上のプラットフォームから、地上のプラットフォームに向けて発射される滝のような粒子のストリーム(流れ)で構成される。
粒子ストリームが地上のプラットフォームから発射され上空にまで辿り着くと、上空のプラットフォームによって地上へ向けて角度を偏向されて落下する。軌道上のステーションの高度は地球の表面から2000kmしか離れていないため、スカイフックによって地球の表面まで吊り下げるのに十分な強度の材料を見つけることで実現可能である。
各ステーションでの粒子ストリームのたわみは、その高度でそのステーションを維持するのに十分可能なエネルギーを持つ。
ストリームを構成する粒子は中空のタワーによって射出される。粒子がストリームに沿って上昇する際は、エネルギーを抽出して電気に変える電磁ドラッグデバイスによって減速される。粒子がタワーの上部に到達すると、大きな曲げ磁石によって方向を変えられる。方向転換のプロセスではタワーの上部にあるステーションに上向きの力を加え、発射地点の上空に浮上したままにする。

既知の材料ではこの高さの静止タワーを維持できないため、スペースファウンテンはアクティブな構造である必要がある。噴水を構成する粒子の流れは、地上のステーションで上向きに加速され頂点で下向きに変わり落ちていく。このたわみに必要な力は、上部のステーションと構造物を上るペイロードを支える  。宇宙機は大気に対処する必要なく、頂上から打ち上げることができる。 これによりペイロードを軌道に打ち上げるコストを削減できる。封じ込めシステムに障害が発生しストリームに綻びが生じるとタワーが崩壊する。 このリスクは複数の冗長性を持たせたストリームによって削減できる 。 
粒子ストリームの下部は、大気中の過度の抵抗を避けるため真空管内でなければならない。 上部のステーションと同様に、このチューブはエネルギーが上に登っていく流れ（減速）から下に落ちていく流れ（加速）に移動することでサポートできる 。 
宇宙エレベーターとは異なりこの概念はどこにも非常に強靭な材料を必要とせず、宇宙エレベーターや軌道リングとは異なり、 40,000キロメートル (25,000 mi)の長さを必要としない  。スペースファウンテンの欠点は、それ自体では軌道速度を提供しないことである。上部から放出されたペイロードは、地面に対して速度がゼロである。 

## 歴史
物理学者でありSF作家でもあるロバート・L・フォワードが『Indistinguishable From Magic』(邦訳：SFはどこまで実現するか)で紹介している。

## スペースファウンテンが登場する作品
- ロバート・L・フォワードの小説『竜の卵』の続編『スタークエイク』では6組の発射体によって構成されたスペースファウンテンが登場する。それぞれの発射体は六角形で、三角形の形をした上り下りエレベーターが通過できるように、三角形の切り欠きが2つある[1]。
- 庄司卓の小説『雲の上のファウンテン―それゆけ!宇宙戦艦ヤマモト・ヨーコ〈7〉』

## 参照資料
1. 1 2 3  “Indistinguishable From Magic”. ロバート・L・フォワード.   baen. 2020年1月12日閲覧。
2. ↑  Paul Lucas (2003年7月14日). “Orbital Railroads: Beanstalks and Space Fountains”. 2018年12月14日閲覧。
3. ↑  Gregory Feeley (1992年3月). “Stairways to Heaven”. 2018年12月14日閲覧。
4. 1 2  Forward, Robert L. (1995), Beanstalks, ed., Indistinguishable From Magic, p. 79, ISBN 0-671-87686-4